# Chrysler Windsor
«Chrysler Windsor» (Крайслер Віндзор) — повнорозмірний автомобіль, який виготовлявся компанією Chrysler з 1939 і аж до 1960-х рр. Останній Chrysler Windsor, проданий в Сполучених Штатах, був виготовлений у 1961 році, але виробництво в Канаді продовжилось аж по 1966 рік. Канадська модель Windsor 1961-1966 рр. була, за всіма намірами, ідентичною моделі Chrysler Newport в США.
Windsor позиціонували як модель, вищу від моделі початкового рівня Royal 1939–1950 рр. Зі зняттям Royal для 1951 модельного року, Windsor став ціновим лідером Chrysler аж по 1960 рік. Для 1961 модельного року Chrysler Newport був зроблений ціновим лідером марки, тоді як Windsor позиціонувався на один рівень вище над Newport. Chrysler замінив назву Windsor у 1962 році з представленням серії Chrysler 300.

## 1939–1942

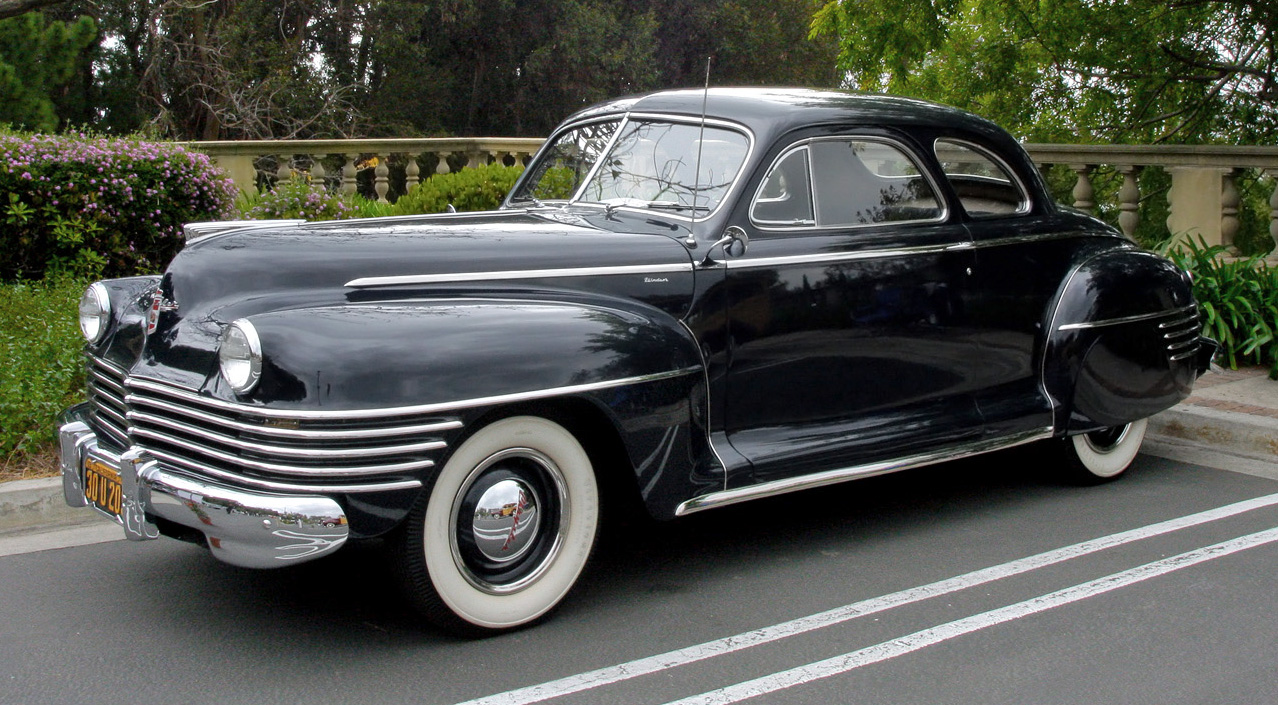
Модель 1942 року

Вперше Windsor випустили у 1939 році. Це була менша модель відносно більшого Chrysler New Yorker. В 1940 році Windsor випускався або в довгій, або в короткій версії колісної бази, включаючи 6-місний седан, 6-місне купе, кабріолет, седан Victoria чи 8-місний седан. Новинкою для цього року були фари далекого світла. Windsor використовував незалежну передню підвіску, 11-дюймові гальма та раму X-подібного типу.
Новинкою для 1941 року був Windsor Six Town and Country, автомобіль з кузовом універсал, розроблений Девідом Воллесом, який був президентом Chrysler того часу. Протитуманні фари і бруси на бамперах від ударів були опційними.
Виробництво закінчилось в січні 1942 року, так як всі автомобільні компанії США переключились на військове виробництво. 1942 рік позначився повоєнним дизайном, з краще інтегрованими в кузов крилами.

## 1946–1948

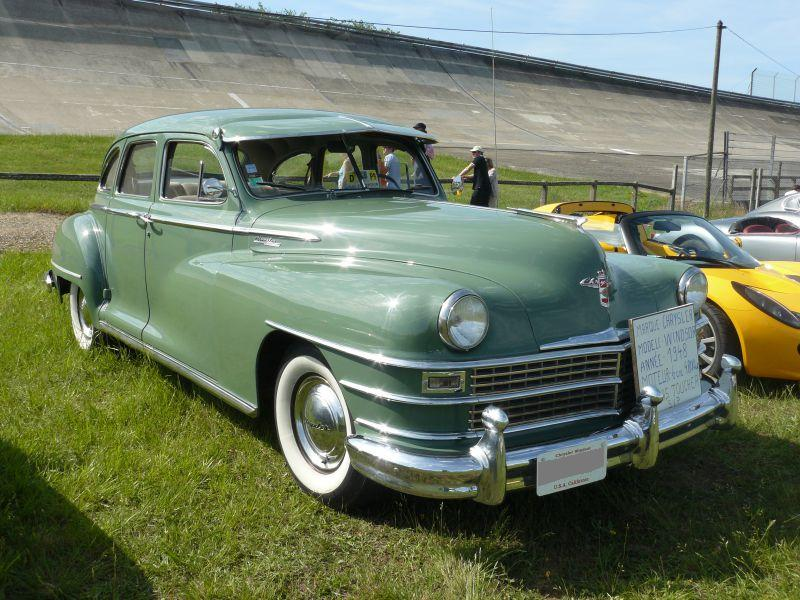
Модель 1946 року

Після війни Windsor поставили назад на виробництво. Він був подібним до моделей 1942 року. Нові речі включали сигнал ручного гальма, який попереджав про те, чи він не повністю відтиснений, і нову решітку радіатора. Місткість баку складала 17 галонів США. Там був повний набір інструментів.
Windsor склав 62.9% продажів компанії.

## 1949–1952

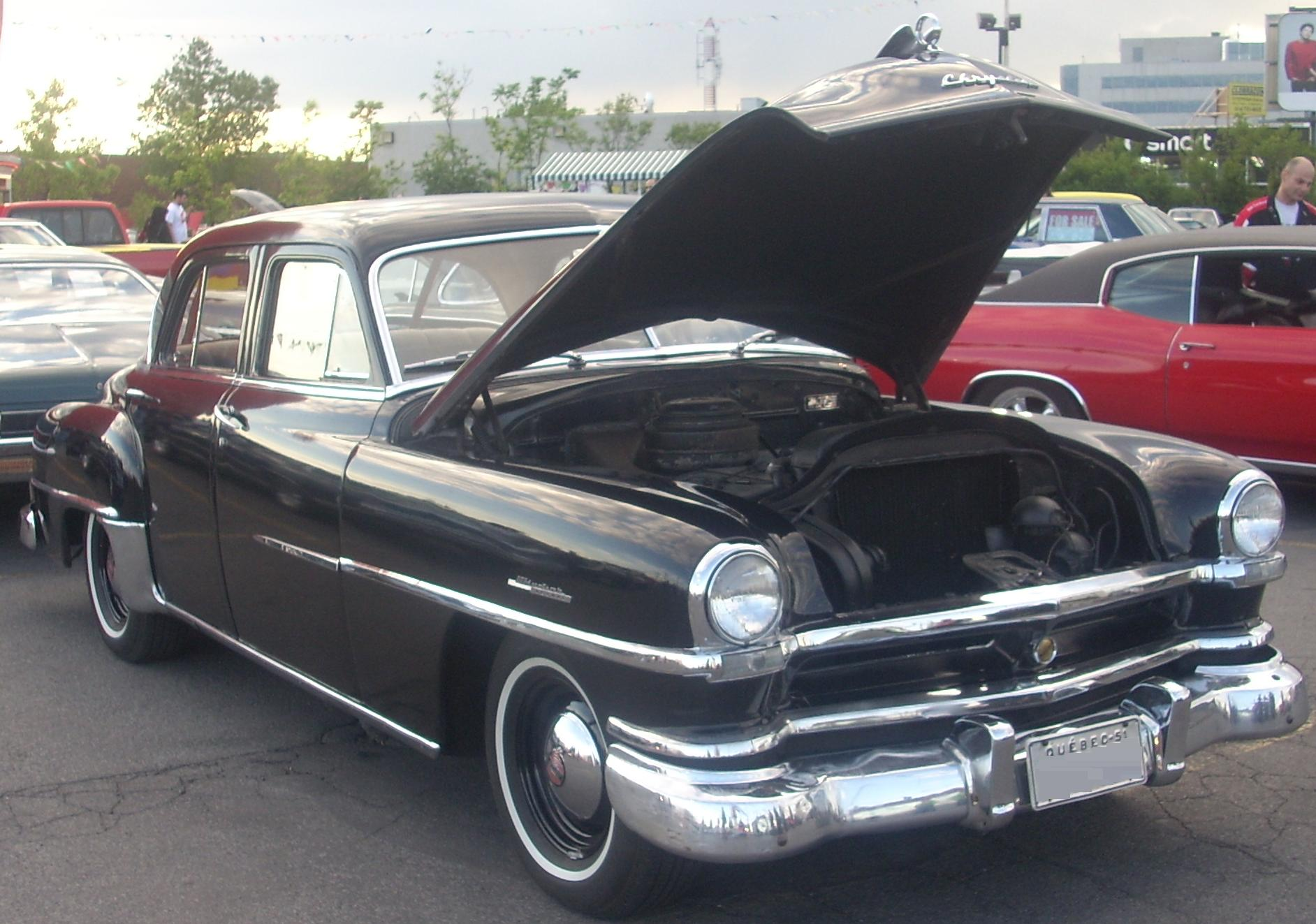
Модель 1951 року

В 1949 році, для 25-ї річниці Крайслера, Chrysler Windsor був оновлений. Стиль став важливішим в конкуренції. Новинкою цього року була м’яка панель приладів з губчастою гумою для безпеки.
В 1950 році був ще раз представлений Windsor Traveler Sedan, який, однак, був у продажі лише один рік. Windsor все ще мав повний набір інструментів.
В 1951 році модель Royal відкинули, і Windsor став дешевим автомобілем Chrysler. Простір для ніг спереду склав 41.8 дюйма. Windsor DeLuxe мав у стандарті електричний годинник.
Модель мало чим змінилась у 1952 році. Підсилювачі гальм були стандартом на 8-місному седані Windsor DeLuxe.

## 1953–1954

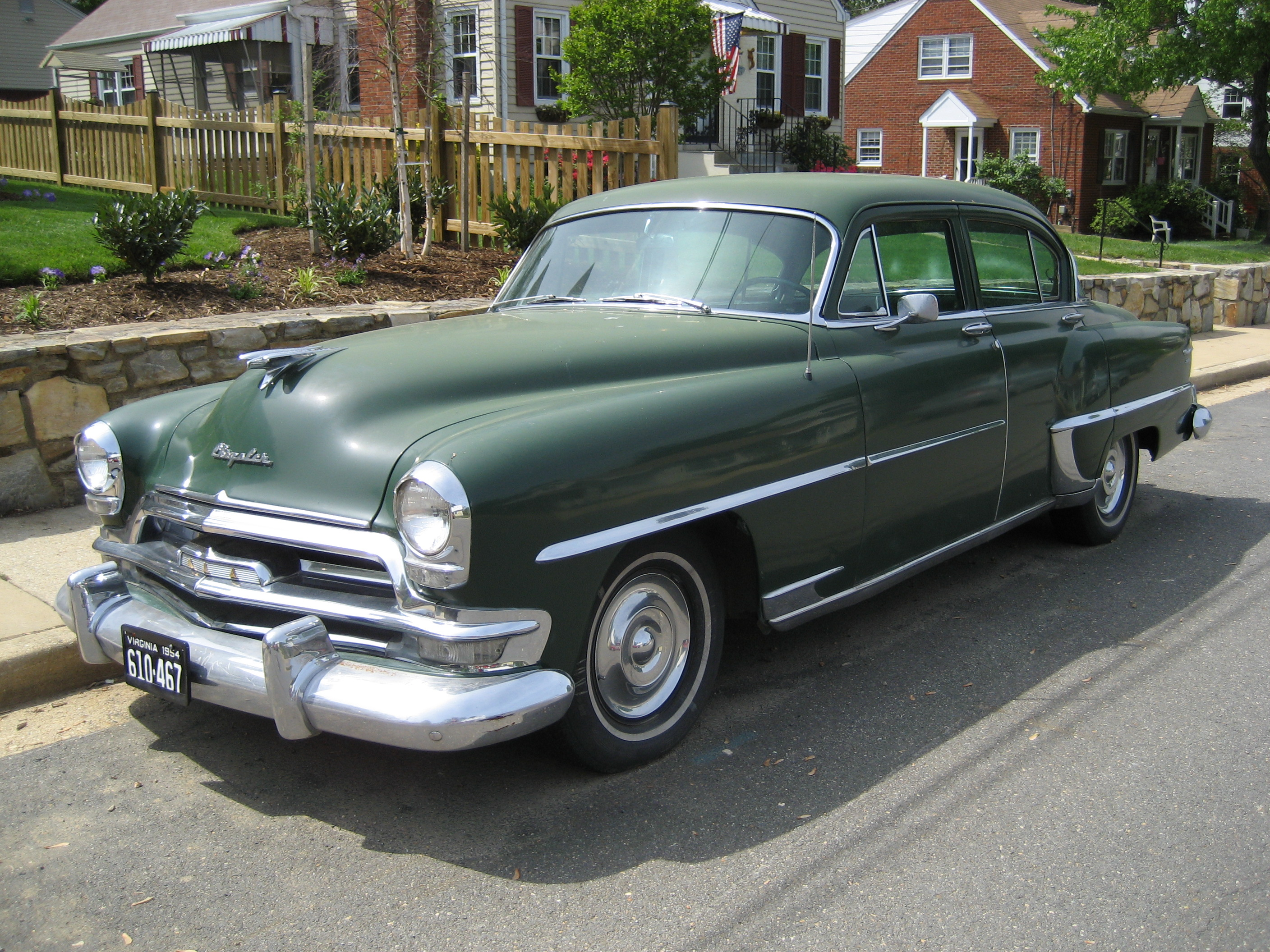
Модель 1954 року

В 1953 році Chrysler Windsor (разом з рештою моделей лінійки Крайслера) отримав нове кузовне залізо і суцільне вітрове скло. Підсилювач керма був опцією за $177.
Для 1954 року базовий Windsor був відкинений і все, що залишилось, було Windsor DeLuxe. Решітка радіатора була новою.

## 1955–1956

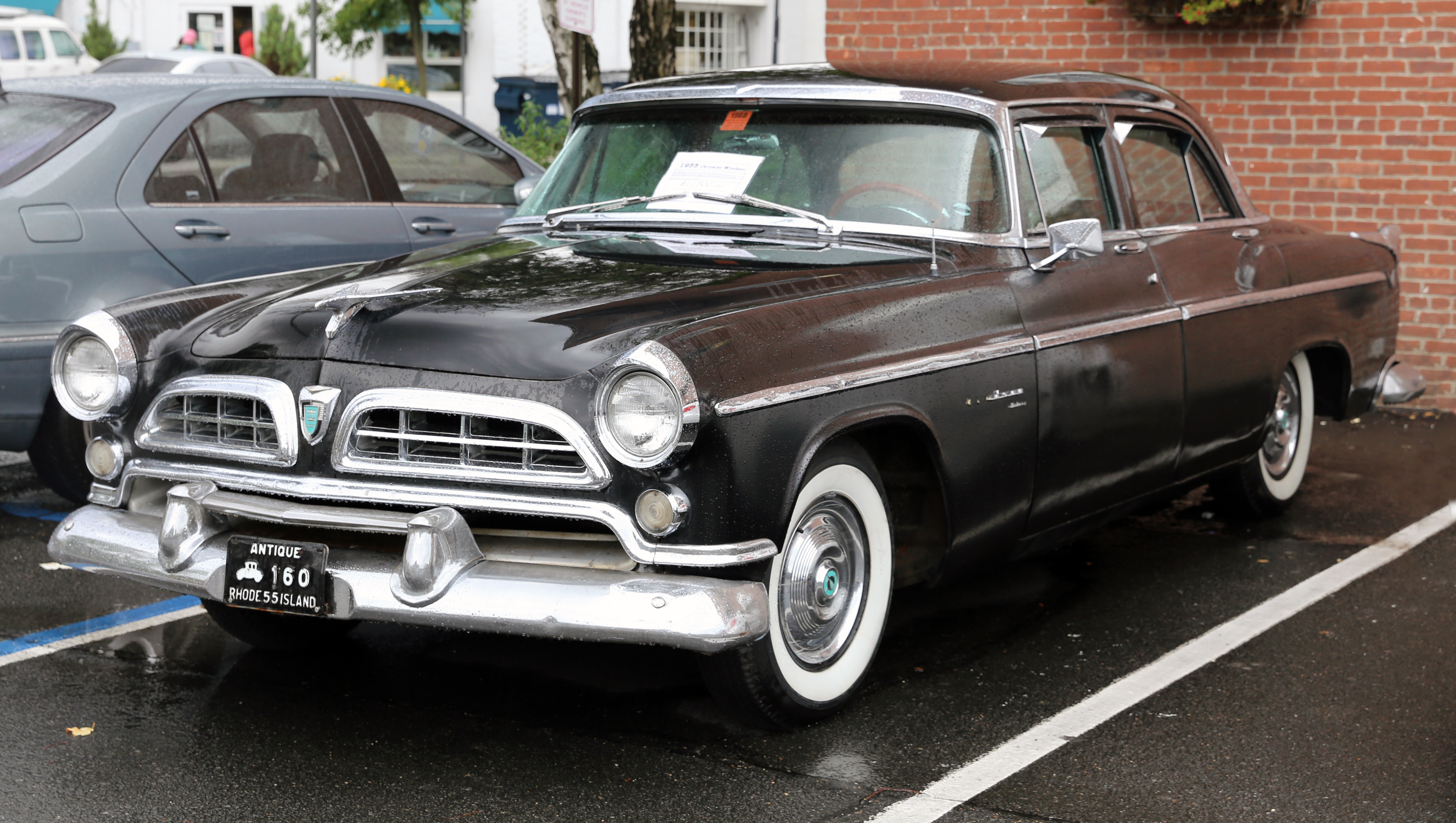
Модель 1955 року

В 1955 році, всі автомобілі Chrysler були повністю оновлені в стилі Вірджила Екснера, розділяючи деякі візуальні подібності з повністю новим Imperial, який став окремим підрозділом. З представленням бренду Imperial, Windsor став топ-моделлю марки Chrysler Division як альтернатива Buick та Mercury.
Стиль Windsor був більш округлим і включав панорамне вітрове скло. Термін DeLuxe був знову доданий до Windsor. Простір в передній частині салону склав 35 дюймів (890 мм). Співвідношення заднього мосту для 3-ступеневої ручної трансмісії було 3.73. Windsor склав 64.72% продажів Chrysler.
Для 1956 року вийшов стиль "Forward Look", представляючи перші хвостові плавники на автомобілі Chrysler. Внутрішнє оздоблення залишилось переважно тим самим. Новий дорожній фонографічний Hi-Fi програвач був новою опцією для моделі Windsor.

## 1957–1958

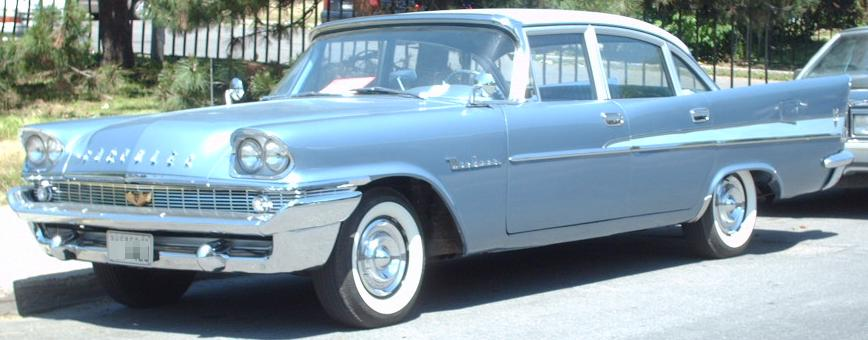
Модель 1958 року

Для 1957 року, автомобілі Chrysler, включаючи Windsor, були знову оновлені. Цього разу в них були вищі плавники з вертикальними ліхтарями, тонші задні стійки, і передній бампер, який заходить на бік. В середині року чотири фари спереду стали стандартом. Простір в передній частині салону виросла до 35.7 дюймів. Обладнання безпеки було опційним на Windsor. На жаль для Chrysler, автомобілі 1957 року страждали проблемами з якістю, такими як поломкою торсіонових важелів та іржею.
В 1958 році, кузов Windsor був підігнаний до 122-дюймового (3,100 мм) шасі DeSoto Firesweep. Новинкою цього року для всіх автомобілів Chrysler була повністю нова система круїз-контролю «Автопілот». Вона мала дві особливості. Першим було попередження про швидкість, за допомогою чого водій міг повернути ручку, щоб встановити певну швидкість. Тоді, коли водій починав перевищувати задану швидкість, тиск відчувався в педалі, даючи водію сигнал про те, що він їде надто швидко. Іншим був фактичний круїз-контроль. Він включався за натиском на швидкісну ручку. Windsor склав 42.36% всіх продажів Chrysler у 1958 році.

## 1959

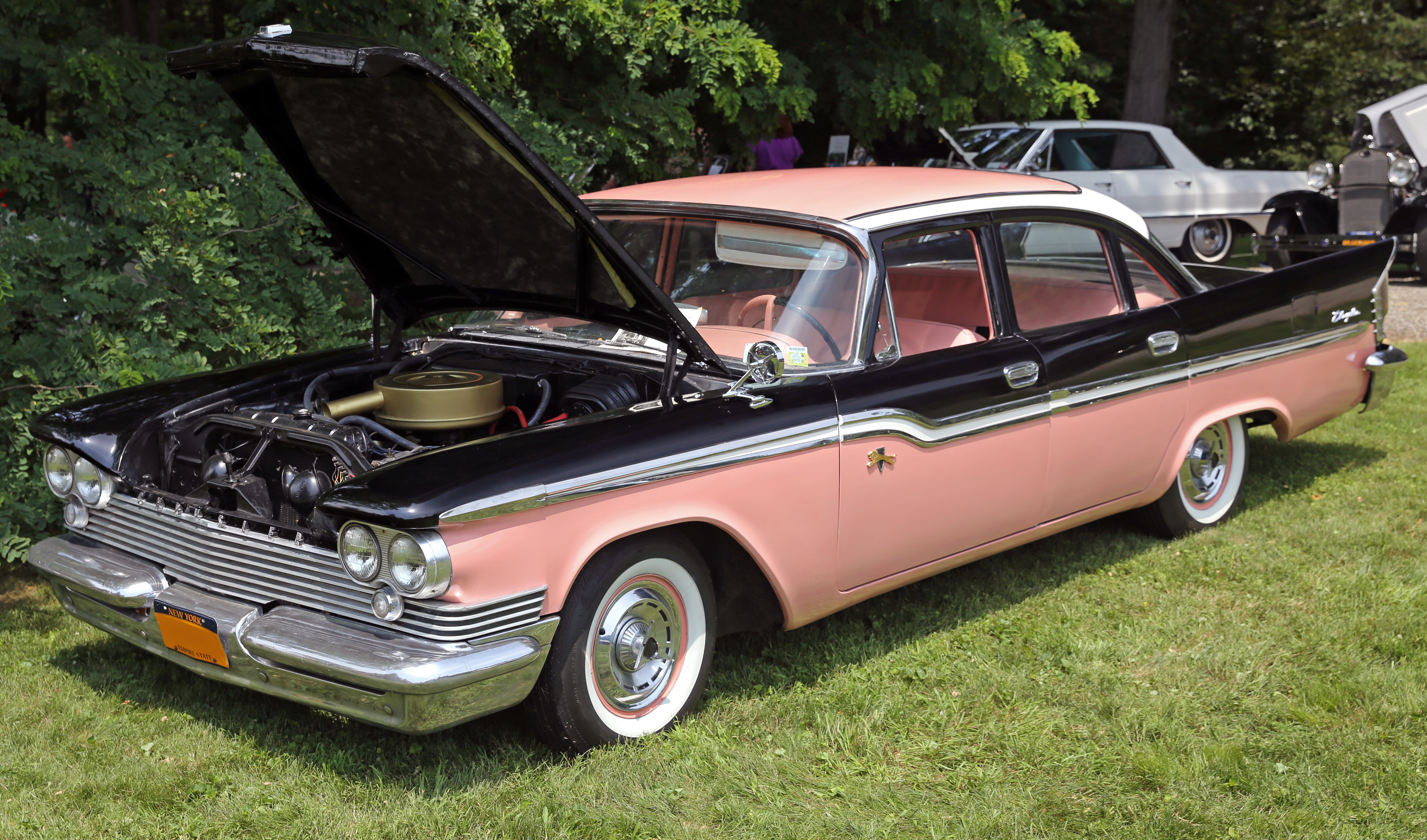
Модель 1959 року

В 1959 році, Chrysler почав рекламувати нові клиноподібні «B» двигуни автомобілів як «Золоті Леви» і автомобілі як «Левові Серця». RB 383 виробляє 305 к. с. (227 кВт) з 2-барабанним карбюратором. В рекламі використовувались леви, і автомобілі мали емблеми із зображенням левів на передніх дверях і на головках циліндрів. Кондиціонер повітря був опцією за $510.
Побудовані в Канаді автомобілі не отримали новий двигун RB 383, але були обладнані двигуном «Low Block» об’ємом 361 куб. дюйм (5.9 л), який використовувався в американських Доджах і ДеСото. Таким чином, канадські Windsor також не отримали прикрас «Golden Lion»; замість них вони мали три золоті гребінці на передніх дверях. Двигун B 361 виробляє 295 к. с. (220 кВт) з подвійним карбюратором. Так як кабріолети і універсали імпортувались зі США, вони не отримали відмінних особливостей. Брошури для Крайслерів США 1959 року фактично показували потрійний гребінець, вмонтований на передніх дверях, замість чого золотий лев з’являється на задніх крилах, але це не пояснює того, як з’явився остаточний варіант.

## 1960–1961

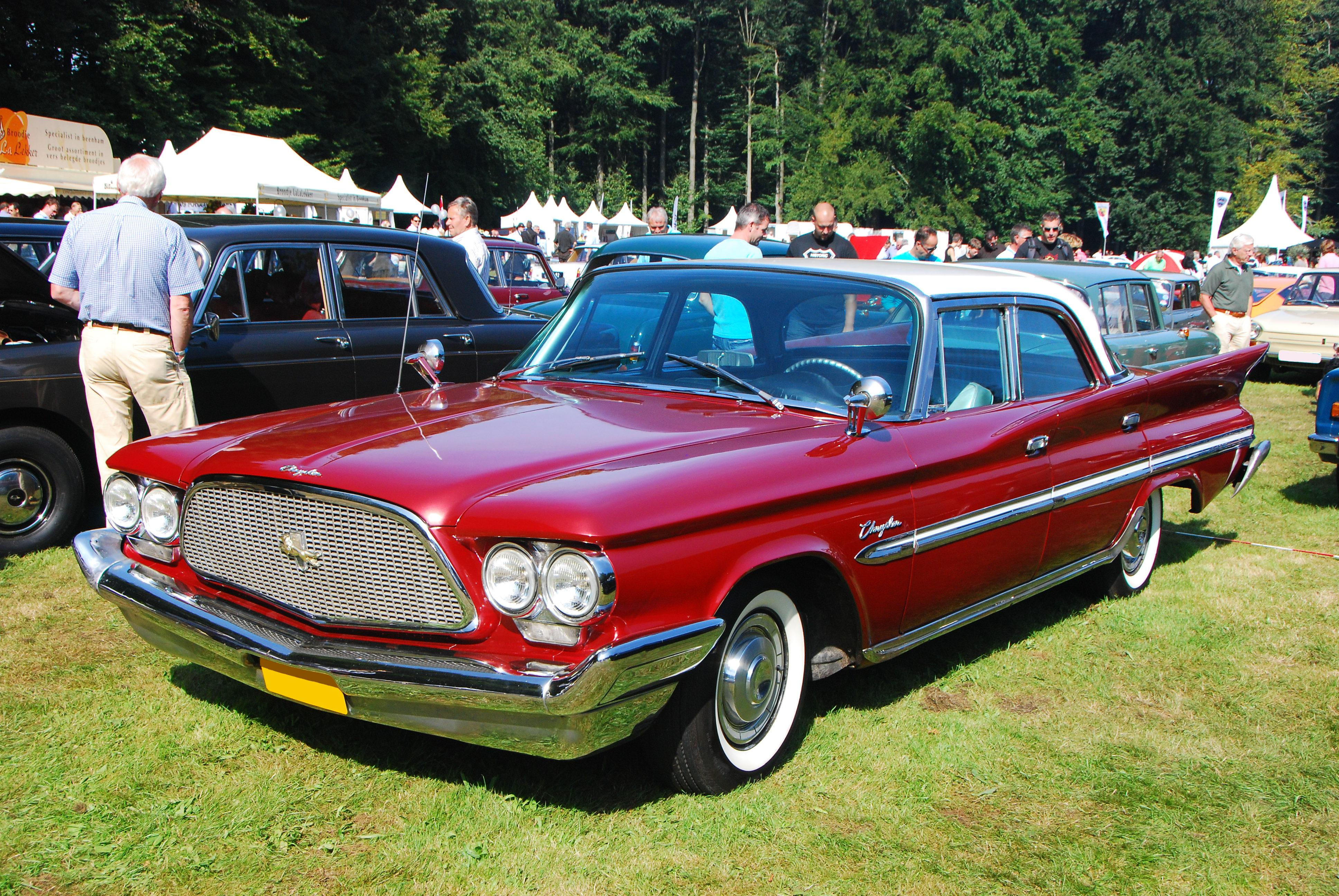
Модель 1960 року

В 1960 році всі автомобілі Chrysler отримали кузови цільної конструкції. Також було застосоване нове ручне гальмо. Гальма на Windsor були барабанні 11-дюймові.

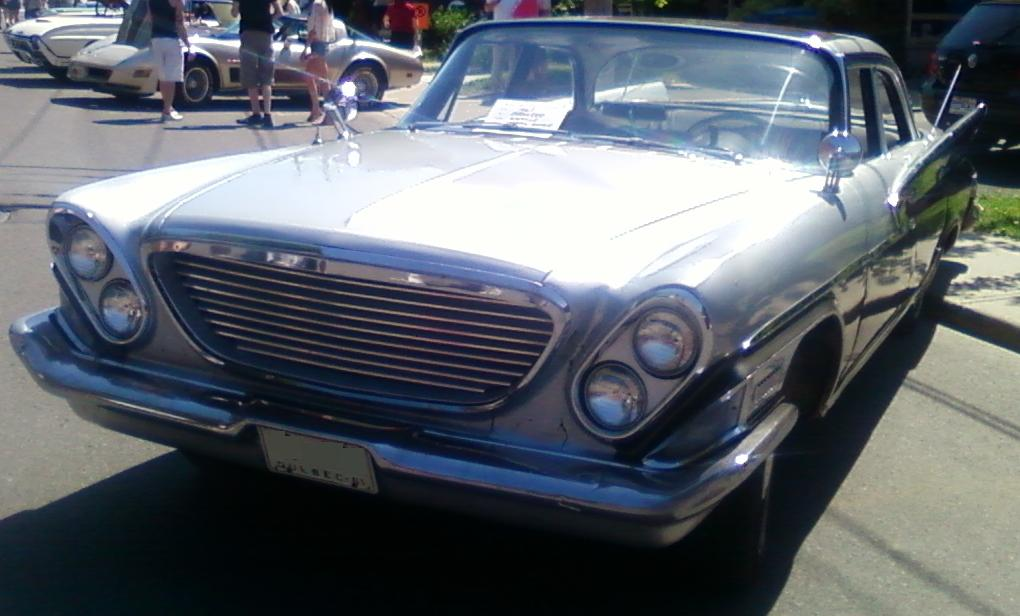
Модель 1961 року

В 1961 році всі автомобілі Chrysler помітно оновили, з вмонтованими похило парами передніх фар. Стандартне обладнання на Windsor включало прикурювач для сигарет, ліхтарики в салоні, і нова для 1961 року безпечна м’яка панель приладів. 1961 рік був останнім для моделі Windsor в Сполучених Штатах, однак в Канаді цю назву продовжили застосовувати по 1966 рік.